# Чеботарёв, Александр Александрович
Алекса́ндр Алекса́ндрович Чеботарёв (1928—1994) — советский боксёр и тренер по боксу. Выступал на всесоюзном уровне в полусредней весовой категории в начале 1950-х годов, серебряный и бронзовый призёр чемпионатов СССР, двукратный чемпион СССР среди юниоров, мастер спорта СССР. Осуществлял тренерскую деятельность в национальной сборной Советского Союза и физкультурно-спортивном обществе «Динамо», личный тренер таких титулованных советских боксёров как Станислав Степашкин, Борис Никоноров, Сергей Сивко и др. Заслуженный тренер СССР (1960).

## Биография
Родился 10 апреля 1928 года в Москве.
Занимался боксом в добровольном спортивном обществе «Трудовые резервы», в 1944 и 1946 годах становился чемпионом СССР среди юниоров в категории до 57 кг.
Как спортсмен наибольшего успеха добился в сезоне 1951 года, когда выступил на чемпионате СССР в Донецке и завоевал здесь награду серебряного достоинства — в решающем поединке полусредней весовой категории уступил ленинградцу Герману Лободину. Год спустя на аналогичных соревнованиях в Москве вновь боксировал в зачёте полусреднего веса и на сей раз стал бронзовым призёром. Выполнил норматив мастера спорта СССР.
Окончил Московский техникум физической культуры и спорта. После завершения спортивной карьеры перешёл на тренерскую работу. Входил в тренерский коллектив национальной сборной Советского Союза, в частности готовил советских боксёров к летним Олимпийским играм 1960 года в Риме. В период 1970—1980 годов в качестве главного тренера возглавлял юниорскую сборную СССР. Впоследствии в течение многих лет занимал должность старшего тренера всесоюзного физкультурно-спортивного общества «Динамо».
За долгие годы тренерской работы подготовил ряд титулованных спортсменов, добившихся успеха на международной арене. Один из самых известных его воспитанников — заслуженный мастер спорта Станислав Степашкин, чемпион Олимпийских игр в Токио, двукратный чемпион Европы, трёхкратный чемпион СССР. Другой его ученик, заслуженный мастер спорта Борис Никоноров, становился серебряным призёром чемпионата Европы, шестикратный чемпион СССР, участник Олимпийских игр в Риме, позже так же ставший успешным тренером. Принимал участие в подготовке серебряного призёра римской Олимпиады, чемпиона Европы Сергея Сивко.
За выдающиеся достижения на тренерском поприще в 1960 году Александр Чеботарёв был удостоен почётного звания «Заслуженный тренер СССР».
Умер в 1994 году.

## Награды
- Медаль «За трудовое отличие» (16.09.1960) — за успешные выступления в XVII летних и VIII зимних Олимпийских играх 1960 года, а также за выдающиеся спортивные достижения[4]